# Roberto Irineu Marinho
Roberto Irineu Marinho (Río de Janeiro, 13 de octubre de 1947) es un empresario brasileño. Es uno de los socios y también presidente del Grupo Globo, uno de los principales conglomerados de prensa a nivel mundial. Los demás socios mayoristas del Grupo Globo son sus hermanos João Roberto Marinho y José Roberto Marinho.
Assumió el control del Grupo Globo en 2003 luego de la muerte de su padre Roberto Marinho.
En el 2013, fue elegido por la página web IG una de las 60 personas más poderosas de Brasil más allá de ser el quinto hombre más rico del país, según el ranking de la revista Forbes, con una fortuna estimada en 7.6 billones de dólares.